# Malcom (calciatore 1997)
Malcom Filipe Silva de Oliveira, noto semplicemente come Malcom (San Paolo, 26 febbraio 1997), è un calciatore brasiliano, attaccante dell'Al-Hilal e della nazionale brasiliana.

## Biografia
Deve il suo nome a Malcolm X.
Nel 2023 riceve la cittadinanza russa.

## Caratteristiche tecniche
Mancino naturale, ma abile anche col destro, trova la propria collocazione in campo da ala su entrambe le fasce o come seconda punta. Molto rapido e tecnico, dotato di un tiro potente è capace di segnare dalla lunga distanza, altre volte sfrutta la sua abilità di tagliare in area di rigore, sopperisce ad una struttura fisica non imponente con un'abilità innata nel dribbling e nella progressione palla al piede.

## Carriera

### Club

#### Gli inizi
Debutta in prima squadra al Corinthians a soli 17 anni: tra il 2014 e il 2015 colleziona 51 presenze e 7 reti nella massima serie brasiliana.
Il 31 gennaio 2016 passa al Bordeaux per 5 milioni di euro. Trova il primo gol con la nuova maglia il successivo 10 febbraio in Coppa di Francia contro il Nantes, mentre il 7 maggio va per la prima volta a segno in Ligue 1 in casa contro il Lorient. Nella stagione 2016-2017 scende in campo 37 volte su 38 in campionato con uno score di 7 reti, migliorato notevolmente nella stagione successiva, in cui mette a segno 12 gol.

#### Barcellona
Il 24 luglio 2018, nonostante il giorno prima Bordeaux e Roma avessero annunciato di aver trovato un accordo per il trasferimento del giocatore in giallorosso, viene ufficializzato il suo passaggio al Barcellona per 41 milioni di euro più bonus. Segna la sua prima rete con la maglia catalana nella partita di UEFA Champions League contro l’Inter a San Siro, terminata 1-1. Il 6 febbraio 2019 segna il gol del definitivo 1-1 contro il Real Madrid nel Clásico valevole come semifinale di Coppa del Re.

#### Zenit
Il 2 agosto 2019 passa allo Zenit San Pietroburgo a titolo definitivo per 40 milioni di euro più 5 di bonus. Esordisce in campionato contro il Krasnodar al 71' subentrando a Sutormin. La prima stagione è funestata da problemi fisici e conclude l'annata con 4 gol. Dopo altre due anni discreti, nella stagione 2022-2023 disputa un eccellente campionato segnando 23 reti e servendo 7 assist, laurendosi capocannoniere del torneo.

#### Al-Hilal
Il 26 luglio 2023, dopo quattro stagioni in Russia, viene ufficialmente ceduto a titolo definitivo per 60 milioni di euro all’Al-Hilal, squadra della Saudi Professional League, con cui sottoscrive un contratto quadriennale a 18 milioni di euro a stagione.

### Nazionale
Nel 2015 arriva secondo ai Mondiali Under-20 con la nazionale brasiliana.
Nell'ottobre 2018 riceve la sua prima chiamata con la nazionale maggiore del Brasile.
Il 7 agosto 2021 vince la medaglia d'oro al torneo olimpico di Tokyo 2020, segnando il gol decisivo del 2-1 al 108' dei tempi supplementari nella finale contro la Spagna.
Il 17 giugno 2023 esordisce in nazionale maggiore nel successo per 4-1 in amichevole contro la Guinea.

## Statistiche

### Presenze e reti nei club
Statistiche aggiornate al 15 giugno 2025.
| Stagione           | Squadra               | Campionato         | Campionato | Campionato | Coppe nazionali | Coppe nazionali | Coppe nazionali | Coppe continentali | Coppe continentali | Coppe continentali | Altre coppe | Altre coppe | Altre coppe | Totale | Totale |
| Stagione           | Squadra               | Comp               | Pres       | Reti       | Comp            | Pres            | Reti            | Comp               | Pres               | Reti               | Comp        | Pres        | Reti        | Pres   | Reti   |
| ------------------ | --------------------- | ------------------ | ---------- | ---------- | --------------- | --------------- | --------------- | ------------------ | ------------------ | ------------------ | ----------- | ----------- | ----------- | ------ | ------ |
| 2014               | Corinthians           | A1/SP+A            | 1+20       | 0+2        | CB              | 3               | 0               | -                  | -                  | -                  | -           | -           | -           | 24     | 2      |
| 2015               | Corinthians           | A1/SP+A            | 10+31      | 3+5        | CB              | 2               | 0               | CL                 | 3                  | 0                  | -           | -           | -           | 46     | 8      |
| Totale Corinthians | Totale Corinthians    | Totale Corinthians | 62         | 10         |                 | 5               | 0               |                    | 3                  | 0                  |             | -           | -           | 70     | 10     |
| gen.-giu. 2016     | Bordeaux              | L1                 | 12         | 1          | CF+CdL          | 1+0             | 1               | -                  | -                  | -                  | -           | -           | -           | 13     | 2      |
| 2016-2017          | Bordeaux              | L1                 | 37         | 7          | CF+CdL          | 4+4             | 2+0             | -                  | -                  | -                  | -           | -           | -           | 45     | 9      |
| 2017-2018          | Bordeaux              | L1                 | 35         | 12         | CF+CdL          | 1+0             | 0               | UEL                | 2                  | 0                  | -           | -           | -           | 38     | 12     |
| Totale Bordeaux    | Totale Bordeaux       | Totale Bordeaux    | 84         | 20         |                 | 10              | 3               |                    | 2                  | 0                  |             | -           | -           | 96     | 23     |
| 2018-2019          | Barcellona            | PD                 | 15         | 1          | CR              | 5               | 2               | UCL                | 2                  | 1                  | -           | -           | -           | 22     | 4      |
| 2019-2020          | Zenit San Pietroburgo | PL                 | 10         | 4          | KR              | 3               | 0               | UCL                | 0                  | 0                  | SR          | -           | -           | 13     | 4      |
| 2020-2021          | Zenit San Pietroburgo | PL                 | 14         | 3          | KR              | 0               | 0               | UCL                | 3                  | 0                  | SR          | 1           | 0           | 18     | 3      |
| 2021-2022          | Zenit San Pietroburgo | PL                 | 30         | 8          | KR              | 2               | 0               | UCL+UEL            | 6+2                | 0+1                | SR          | 1           | 0           | 41     | 9      |
| 2022-2023          | Zenit San Pietroburgo | PL                 | 30         | 23         | KR              | 5               | 2               | -                  | -                  | -                  | SR          | 1           | 1           | 36     | 26     |
| lug. 2023          | Zenit San Pietroburgo | PL                 | -          | -          | KR              | -               | -               | -                  | -                  | -                  | SR          | 1           | 0           | 1      | 0      |
| Totale Zenit       | Totale Zenit          | Totale Zenit       | 84         | 38         |                 | 10              | 2               |                    | 11                 | 1                  |             | 4           | 1           | 109    | 42     |
| ago. 2023-2024     | Al-Hilal              | SPL                | 31         | 15         | KC              | 4               | 1               | ACL                | 11                 | 4                  | CdC+SS      | 3+2         | 2+3         | 51     | 25     |
| 2024-2025          | Al-Hilal              | SPL                | 30         | 9          | KC              | 2               | 0               | ACL                | 11                 | 3                  | SS+CmC      | 1+1         | 1+1         | 45     | 14     |
| Totale Al Hilal    | Totale Al Hilal       | Totale Al Hilal    | 61         | 24         |                 | 6               | 1               |                    | 22                 | 7                  |             | 7           | 7           | 96     | 39     |
| Totale carriera    | Totale carriera       | Totale carriera    | 306        | 93         |                 | 36              | 8               |                    | 37                 | 9                  |             | 10          | 7           | 392    | 117    |

### Cronologia presenze e reti in nazionale
| Cronologia completa delle presenze e delle reti in nazionale ― Brasile | Cronologia completa delle presenze e delle reti in nazionale ― Brasile | Cronologia completa delle presenze e delle reti in nazionale ― Brasile | Cronologia completa delle presenze e delle reti in nazionale ― Brasile | Cronologia completa delle presenze e delle reti in nazionale ― Brasile | Cronologia completa delle presenze e delle reti in nazionale ― Brasile | Cronologia completa delle presenze e delle reti in nazionale ― Brasile | Cronologia completa delle presenze e delle reti in nazionale ― Brasile |
| Data                                                                   | Città                                                                  | In casa                                                                | Risultato                                                              | Ospiti                                                                 | Competizione                                                           | Reti                                                                   | Note                                                                   |
| ---------------------------------------------------------------------- | ---------------------------------------------------------------------- | ---------------------------------------------------------------------- | ---------------------------------------------------------------------- | ---------------------------------------------------------------------- | ---------------------------------------------------------------------- | ---------------------------------------------------------------------- | ---------------------------------------------------------------------- |
| 17-6-2023                                                              | Cornellà de Llobregat                                                  | Brasile                                                                | 4 – 1                                                                  | Guinea                                                                 | Amichevole                                                             | -                                                                      | 82’                                                                    |
| 20-6-2023                                                              | Lisbona                                                                | Brasile                                                                | 2 – 4                                                                  | Senegal                                                                | Amichevole                                                             | -                                                                      | 57’                                                                    |
| Totale                                                                 |                                                                        | Presenze                                                               | 2                                                                      |                                                                        | Reti                                                                   | 0                                                                      |                                                                        |

| Cronologia completa delle presenze e delle reti in nazionale ― Brasile olimpica | Cronologia completa delle presenze e delle reti in nazionale ― Brasile olimpica | Cronologia completa delle presenze e delle reti in nazionale ― Brasile olimpica | Cronologia completa delle presenze e delle reti in nazionale ― Brasile olimpica | Cronologia completa delle presenze e delle reti in nazionale ― Brasile olimpica | Cronologia completa delle presenze e delle reti in nazionale ― Brasile olimpica | Cronologia completa delle presenze e delle reti in nazionale ― Brasile olimpica | Cronologia completa delle presenze e delle reti in nazionale ― Brasile olimpica |
| Data                                                                            | Città                                                                           | In casa                                                                         | Risultato                                                                       | Ospiti                                                                          | Competizione                                                                    | Reti                                                                            | Note                                                                            |
| ------------------------------------------------------------------------------- | ------------------------------------------------------------------------------- | ------------------------------------------------------------------------------- | ------------------------------------------------------------------------------- | ------------------------------------------------------------------------------- | ------------------------------------------------------------------------------- | ------------------------------------------------------------------------------- | ------------------------------------------------------------------------------- |
| 22-7-2021                                                                       | Yokohama                                                                        | Brasile                                                                         | 4 – 2                                                                           | Germania                                                                        | Olimpiadi 2020 - 1º turno                                                       | -                                                                               | 64’                                                                             |
| 25-7-2021                                                                       | Yokohama                                                                        | Brasile                                                                         | 0 – 0                                                                           | Costa d'Avorio                                                                  | Olimpiadi 2020 - 1º turno                                                       | -                                                                               | 74’                                                                             |
| 28-7-2021                                                                       | Saitama                                                                         | Arabia Saudita                                                                  | 1 – 3                                                                           | Brasile                                                                         | Olimpiadi 2020 - 1º turno                                                       | -                                                                               | 46’                                                                             |
| 31-7-2021                                                                       | Saitama                                                                         | Brasile                                                                         | 1 – 0                                                                           | Egitto                                                                          | Olimpiadi 2020 - Quarti di finale                                               | -                                                                               | 64’                                                                             |
| 3-8-2021                                                                        | Kashima                                                                         | Messico                                                                         | 0 – 0 dts (1 - 4 dtr)                                                           | Brasile                                                                         | Olimpiadi 2020 - Semifinale                                                     | -                                                                               | 91’                                                                             |
| 7-8-2021                                                                        | Yokohama                                                                        | Brasile                                                                         | 2 – 1 dts                                                                       | Spagna                                                                          | Olimpiadi 2020 - Finale                                                         | 1                                                                               | 91’                                                                             |
| Totale                                                                          |                                                                                 | Presenze                                                                        | 6                                                                               |                                                                                 | Reti                                                                            | 1                                                                               |                                                                                 |

## Palmarès

### Club
- Campionato spagnolo: 1

Barcellona: 2018-2019
- Campionato russo: 4

Zenit San Pietroburgo: 2019-2020, 2020-2021, 2021-2022, 2022-2023
- Coppa di Russia: 1

Zenit San Pietroburgo: 2019-2020
- Supercoppa di Russia: 4

Zenit San Pietroburgo: 2020, 2021, 2022, 2023
- Supercoppa saudita: 2

Al Hilal: 2023, 2024
- Campionato saudita: 1

Al Hilal: 2023-2024
- Coppa del Re dei Campioni: 1

Al-Hilal: 2023-2024

### Nazionale
- Oro olimpico: 1

Tokyo 2020

### Individuale
- Calciatore russo dell'anno: 1

2023
- Capocannoniere della Prem'er-Liga: 1

2022-2023 (23 gol)